# Шахново (Ленинградская область)
Шахно́во — деревня в Потанинском сельском поселении Волховского района Ленинградской области.

## История
На карте Санкт-Петербургской губернии Ф. Ф. Шуберта 1834 года упоминается деревня Шалново, состоящая из 36 крестьянских дворов.

ШАХНОВО — деревня принадлежит Казённому ведомству, число жителей по ревизии: 92 м. п., 108 ж. п. (1838 год)

Деревня Шахнова из 36 дворов отмечена на карте Ф. Ф. Шуберта 1844 года.

ШАХНОВО — деревня Ведомства государственного имущества, по почтовому тракту, число дворов — 39, число душ — 94 м. п. (1856 год)

ШАХНОВО — деревня казённая при реке Вороновке, число дворов — 44, число жителей: 94 м. п., 111 ж. п. 

Часовня православная. Волостное правление. Почтовая и обывательская станция. (1862 год)

Согласно карте из «Исторического атласа Санкт-Петербургской Губернии» 1863 года близ деревни находились часовня, мыза и скотный двор.
Сборник Центрального статистического комитета описывал её так:

ШАХНОВА — деревня бывшая государственная при речке Воронежке, дворов — 34, жителей — 180;
 Волостное правление, часовня, почтовая станция, лавка, постоялый двор. (1885 год)

Согласно материалам по статистике народного хозяйства Новоладожского уезда 1891 года, одно из имений при селении Шахново площадью 230 десятин принадлежало дочери коллежского асессора Е. М. Савельевой, второе — наследникам дворянки Е. Ф. Уковой, третье — местному крестьянину А. А. Алексееву, все они были приобретены до 1868 года.
Согласно епархиальным сведениям 1899 года деревня относилась к приходу церкви Рождества Богородицы Вороновского погоста.
В конце XIX — начале XX века деревня административно относилась к Шахновской волости 3-го стана Новоладожского уезда Санкт-Петербургской губернии.
По данным «Памятной книжки Санкт-Петербургской губернии» за 1905 год в деревне Шахново находилось волостное правление и жил полицейский урядник.
С 1917 по 1923 год деревня входила в состав Шахновского сельсовета Шахновской волости Новоладожского уезда.
С 1923 года в составе Пашской волости Волховского уезда.
С 1927 года в составе Пашского района. В 1927 году население деревни составляло 305 человек.
По данным 1933 года деревня Шахново являлась административным центром Шахновского сельсовета Пашского района, в который входили 4 населённых пункта: деревни Горное Елохово, Песчаницы, Тюнев Посад и Шахново, общей численностью населения 878 человек.
По данным 1936 года в состав Шахновского сельсовета входили 4 населённых пункта, 174 хозяйства и 2 колхоза.

Деревня Шахново на карте 1940 года

С 1954 года в составе Подбережского сельсовета.
С 1955 года в составе Новоладожского района.
В 1958 году население деревни составляло 100 человек.
С 1960 года в составе Потанинского сельсовета.
С 1963 года в составе Волховского района.
По данным 1966, 1973 и 1990 годов деревня Шахново также входила в состав Потанинского сельсовета.
В 1997 году в деревне Шахново Потанинской волости проживали 17 человек, в 2002 году — 22 человека (русские — 95 %).
В 2007 году в деревне Шахново Потанинского СП — 10.

## География
Деревня расположена в северо-восточной части района на автодороге 41К-376 (Низино — Потанино — Хмелевик).
Расстояние до административного центра поселения — 6 км.
Расстояние до ближайшей железнодорожной станции Юги — 10 км.
Деревня находится на левом берегу реки Воронежка.

## Демография
| 1862 | 2002 | 2007 | 2010 | 2017 |
| ---- | ---- | ---- | ---- | ---- |
| 205  | ↘22  | ↘10  | ↗15  | ↘14  |

### Национальный состав
Согласно данным Всероссийской переписи населения 2021 года в деревне проживали 23 человека, все русские.

## Шахново в топонимии
В городе Петрозаводске в честь данного населённого пункта наименованы Шахновский проезд и территория Шахновка. На рубеже XIX—XX веков в Петрозаводске также существовала Шахновская улица и улица Шахновка (в настоящее время — Машезерская улица).

## Известные уроженцы
- Павел Фёдорович Антипов (1926—2021) — бригадир электромонтажников, Герой Социалистического Труда (1981)